# Префектура Ямаґата
Префекту́ра Ямаґа́та (яп. 山形県, やまがたけん, МФА: [jamagata keɴ]?) — префектура в Японії, в регіоні Тохоку.  Розташована в північно-східній частині острова Хоншю, на узбережжі Японського моря. Адміністративний центр префектури — Ямаґата. Межує з префектурами Міяґі, Фукусіма, Ніїґата та Акіта. Заснована 1871 року на основі південної частини провінції Дева, батьківщини стародавніх племен еміші. Площа становить 9323,46 км². Станом на 1 серпня 2011 року в префектурі мешкало 1 161 357 осіб. Густота населення складала 125 осіб/км². Основою економіки є сільське господарство і рибальство. 

## Короткі відомості

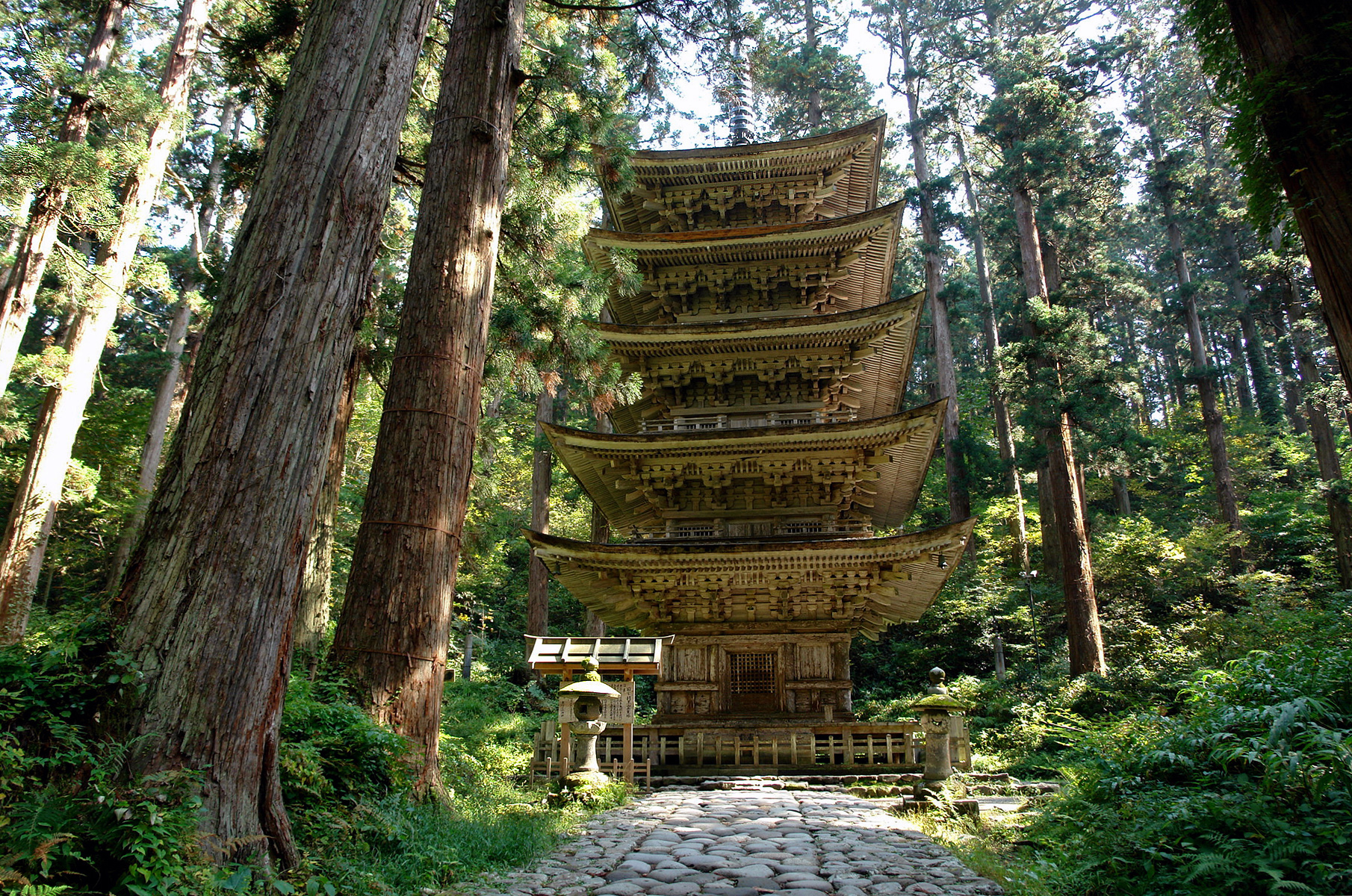
Пагода на горі Хаґуро — одній з трьох священних вершин гряди Дева.

Префектура Ямаґата розташована на південному заході регіону Тохоку, на узбережжі Японського моря. Її протяжність з півночі на південь становить близько 153 км, а із заходу на схід — близько 97 км. Обриси префектури нагадують людський профіль з відкритим ротом, що дивиться ліворуч.
Префектура Ямаґата ізольована від сусідніх місцевостей морем та крутими горами. На півночі вона межує із префектурою Акіта по гірських пасмах Тьокай, Хіното й Камуро. На сході Ямаґату відділяє від префектур Міяґі та Фукусіма гірський хребет Оу. Південна частина відокремлена від префектури Ніїґата горами Асахі, Адзума, Іїде. Центром Ямаґати проходить гірська гряда Дева. Вони ділять її на рівнину Сьонай, що має вихід до Японського моря, і загірську частину, що складається із западин Йонедзави, Ямаґати й Сіндзьо.
В давнину територію префектури Ямаґата населяли автохтонні племена еміші. Після яматоського завоювання на їхній батьківщині була утворена японська провінція Дева. До 17 століття вона сполучалася з рештою Японії морем через відсутність гарних доріг. Головною транспортною артерією була річка Моґамі, яку мешканці префектури називають «річкою-матір'ю». Вона розділяла провінцію на три історико-економічні зони — Окітама, Мураяма і Моґамі. В період Едо (1603—1867) морське узбережжя Ямаґати урбанізувалася завдяки розвитку торгівлі між Хоккайдо і Осакою. Основними політично-культурними центрами були автономні уділи Йонедзава-хан, Ямаґата-хан і Сіндзьо-хан.
Основою економіки Ямаґати є сільське господарство — рисівництво і вирощування вишні. Великі промислові й комерційні підприємства майже відсутні, у зв'язку з чим префектура страждає через відтік молодих кадрів. Близько половини мешканців Ямаґати живе у сільській місцевості, а близько третина — особи, старші 64 років.

## Транспорт
- Аеропорт Ямаґата (Хіґасіне)

## Освіта
- Ямаґатський університет